# Saint-Cyr (Vienne)
Saint-Cyr ist eine Commune déléguée in der französischen Gemeinde Beaumont Saint-Cyr mit 1.110 Einwohnern (Stand: 1. Januar 2022) im Département Vienne in der Region Nouvelle-Aquitaine.
Durch Verordnung vom 16. Juni 2016 wurde die Gemeinde zum 1. Januar 2017 mit der Gemeinde Beaumont zur Gemeinde Beaumont Saint-Cyr vereinigt. Die Gemeinde Saint-Cyr lag im Arrondissement Poitiers und gehörte zum Kantons Jaunay-Clan.

## Geographie
Saint-Cyr liegt in der Nähe des Flusses Clain, der hier die westliche Gemeindegrenze bildete etwa 20 Kilometer nordnordöstlich von Poitiers. Nordöstlich des Ortes liegt auf dem Gebiet der ehemaligen Gemeinde der Lac de Saint-Cyr in einem Freizeitpark von 300 ha Größe.
Umgeben wurde die Gemeinde Saint-Cyr von den Nachbargemeinden Dissay im Süden, Bonneuil-Matours im Osten, Vouneuil-sur-Vienne im Nordosten sowie Beaumont (Vienne) im Nordwesten und Westen.

## Bevölkerungsentwicklung
| Jahr      | 1962 | 1968 | 1975 | 1982 | 1990 | 1999 | 2008  |
| Einwohner | 548  | 546  | 530  | 604  | 710  | 787  | 1.018 |

## Sehenswürdigkeiten

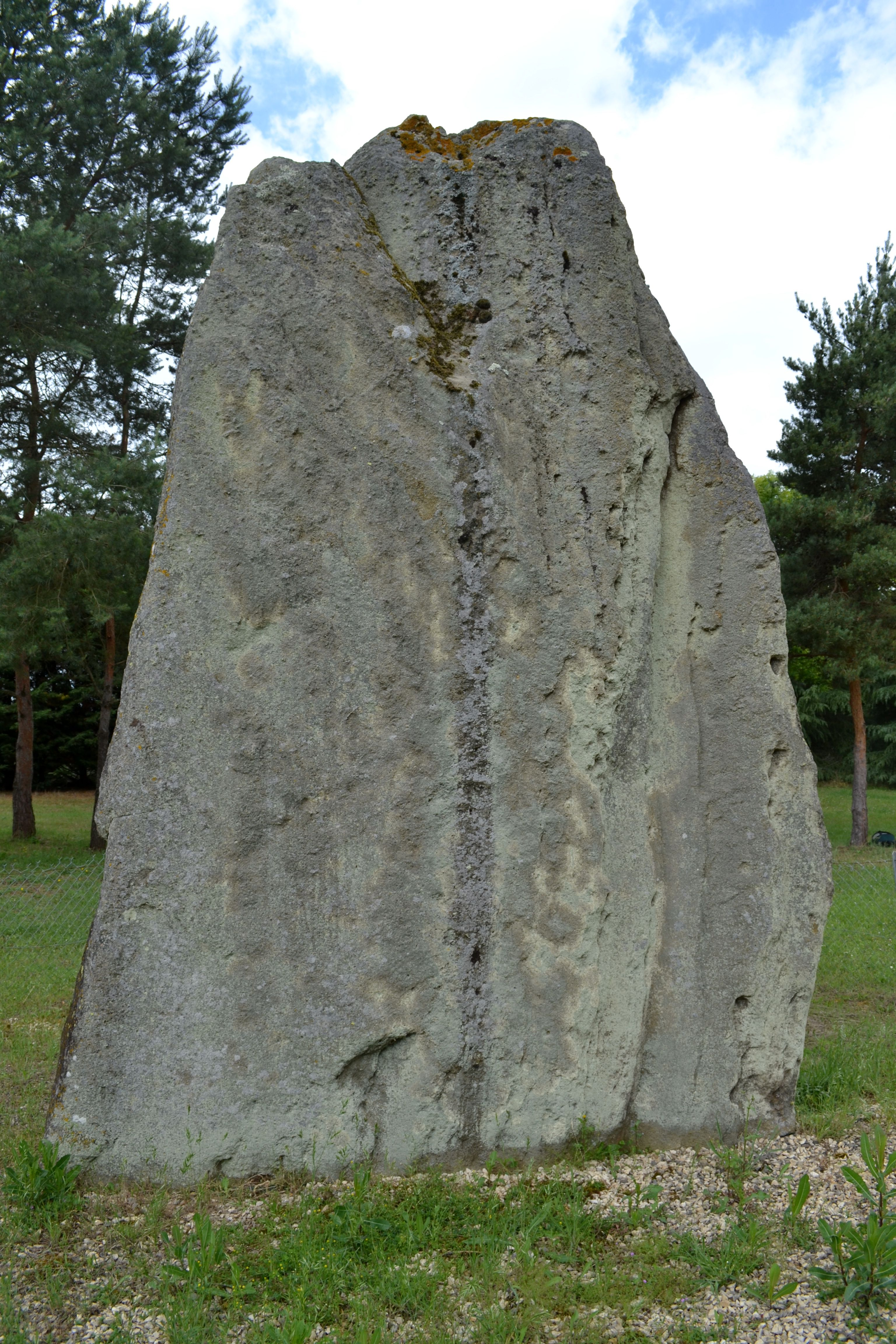
Menhir de Pierrefitte

- Der Menhir Pierrefitte aus rotem Sandstein, Monument historique seit 1932, ist 4,5 m hoch, 3,5 m breit und 0,5 m dick.
- Der Tumulus von La Haute Flotte ist seit 1991 ebenfalls ein Monument historique.